# Fylkesväg 6770
Fylkesväg 6770 är en sekundär fylkesväg som går mellan Turifoss och Kluksdal i Meråkers kommun i Trøndelag fylke i Norge. Vägen är 16,1 km lång.

## Korsande vägar
- Fylkesväg 6774
- Europaväg 14